# Pheidole schoutedeni
Pheidole schoutedeni är en myrart som beskrevs av Auguste-Henri Forel 1913. Pheidole schoutedeni ingår i släktet Pheidole och familjen myror.

## Underarter
Arten delas in i följande underarter:
- P. s. platycephala
- P. s. schoutedeni